# Битва при Виттштоке
Би́тва при Ви́ттштоке произошла 4 октября 1636 года между шведской армией и союзными войсками Священной Римской империи и Саксонии во время Тридцатилетней войны.

Первая фаза сражения.

Вторая фаза сражения.

После поражения протестантов в битве при Нёрдлингене в 1634 году присутствие шведской армии в Германии оказалось под угрозой. Бывший союзник, кюрфюрст Саксонии, порвал со Швецией и заключил союз с католическим императором. Дания также присоединилась к силам, которые пытались уменьшить влияние Швеции в Германии. 12 сентября 1636 года шведская армия вышла из своего лагеря в Пархиме, в 80 км к югу от Ростока. Армией командовал Иоанн Банер, войска насчитывали 15 000 человек, одну треть которых составляли шведы и финны, остальные же были немцами, англичанами и шотландцами. Шведская армия была существенно усилена подкреплениями. 
Католики не могли договориться между собой, кто будет командовать всей их 23-тысячной армией, поэтому каждый из полководцев командовал одной третью: правый фланг фон Гацфельдта, центр Мараццино, левый фланг Иоанна-Георга I.
Армия противников встретились за одиннадцать дней до битвы. Последующие дни характеризовались постоянными маршами и контрмаршами шведов с целью расположить свои силы в максимально выгодной позиции по отношению к католикам, которые до последнего избегали сражения и отступали. 
Наконец 24 сентября 1636 года армия Банера перехватила католиков в лесистых холмах немного к югу от Виттштока. Их позиция располагалась фронтом на юг. Имперцы выбрали известную тактику — подпустить шведов на открытой местности как можно ближе, чтобы применить против них артиллерию, как это было сделано в битве при Нердлингене. 
Банер решил воспользоваться тем фактом, что позиции имперцев не были прикрыты с флангов и, следовательно, могли быть обойдены. Шведский полководец разбил свою армию на две части. Одна из них, во главе с Леннартом Торстенссоном, обошла левый (восточный) фланг противника, прикрыв свой маневр лесными зарослями. Это движение заставило имперцев разворачивать фронт навстречу угрозе, на восток. Состоялся длительный и трудный бой, не принесший поначалу победы ни одной стороне. Однако разворот почти всей имперской армии на восток позволил левому крылу шведов под командованием генералов Кинга и Стольхандске провести глубокий обходной маневр и нанести удар имперцам в подставленные правый фланг и тыл с запада. В результате достаточно ожесточенного боя атакованные с двух сторон имперцы были вынуждены отступить, потеряв артиллерию и оставив многочисленных пленных.